# Entrudo da Galiza e Bierzo
O antroido ou entroido é o entrudo ou carnaval na Galiza e no Bierzo. Também recebe a denominação de Entroido, Entróido, Entroito (no Bierzo), Antroido (em Lugo) ou Entrudio (no leste da província Ourense e áreas galegófonas de Zamora). É uma festa que, celebrada de diferentes maneiras, corresponde aos dias anteriores à Quaresma, o Carnaval. Tem correspondência direta e continuação natural no Entrudo português.

## Na Galiza
Festa popular celebrada na Galiza com tintes particulares, muito diferenciados entre as diversas localidades: são muito conhecidos os entrudos de Xinzo de Limia, Laza, Verín, Viana do Bolo, Vila de Cruces, A Estrada, Vila Boa, Vilaverde, Covelo e outros muitos mais, sendo que o de Xinzo está qualificado como "acontecimiento turístico nacional" pelo Ministério de Turismo de Espanha.
De acordo com a Real Academia Galega, na Galiza há cinco palavras para se referir ao conceito de Entrudo: entroido, antroido, entroiro, entruido e entrudio. O Instituto da Lingua Galega elaborou um mapa no qual documenta as variantes anteriores e acrescenta mais uma forma: antroiro.
Nas duas acepções, na zona norte (A Mariña) e oeste (Monforte de Lemos, Fonsagrada) da Galicia e por extensão em quase toda a província de Lugo, emprega-se o término "Antroido".
O Calendário do entrudo varía dentro das diferentes vilas da Galiza chegando em alguns casos, sobre o interior, a ter 15 dias. Hoje em dia, Xinzo de Limia conta com o maior ciclo de Espanha e um dos maiores do mundo, dado que dura 5 semanas: Domingo Fareleiro, Domingo Oleiro (celebrações exclusivas desta vila), Domingo Corredoiro, Domingo, Luns (segunda-feira) e Martes (terça-feira) de Entroido e Domingo de Pinhata.
Na zona de Laza se celebra também a Luns de Farrapos ou Farrapada onde se convoca na praça uma guerra de trapos empapados ou embarrados, à maneira de una guerra de tartas, de todos contra todos. Uma vez terminada, os participantes satisfazem-se com os tradicionais "cachucha", "bica", "licor café", "xastreu", "cocido" "filhoas" e "orelhas".
Em Viana do Bolo, os dias principais do Entrudo são o Xoves de Compadres (Quinta-feira de Compadres), o Xoves de Comadres (Quinta-feira de Comadres), a fim de semana do Entrudio: venres (sexta-feira), sábado e Domingo Gordo e, finalmente, o Martes de Entrudio (Terça-feira de Entrudo). Nas ditas quintas-feiras a protagonista é a farinha já que no dia dos Compadres os homens atiram farinha às mulheres e no das Comadres sucede ao contrário. A farinha também está presente na sexta-feira, no sábado e nomeadamente na terça-feira. Além disso, o Entrudio vianês conta com manifestações particulares como os fulións, os boteiros e as comparsas.

## No Bierzo
Na comarca do Bierzo, província de León era tradição, e ainda se conserva e reivindica esse costume, de comer o último botillo da matança no Entrudo.
O Entróido corresponde ao "antruejo" (o antruejo, segundo a Real Academia Espanhola, são o "Conjunto de los tres días de carnestolendas", sendo estas o Carnaval). O provável significado desta tradição pode ser que a chegada da quaresma, impedindo o consumo de carne, e a do calor (sobretudo se o entrudo chegava já avançado no ano) provocava que o botillo, ao ser um embutido semi-curado, pudesse estragar-se não sobrevivendo tanto tempo em boas condições para o seu consumo). Esta tradição, apesar de que hoje o botillo possa comer-se e elaborar-se todo o ano, se tenta conservar realizando-se festivais e botilladas populares em distintos pontos do Bierzo nessas datas.